# Miguel Osset y Mateo

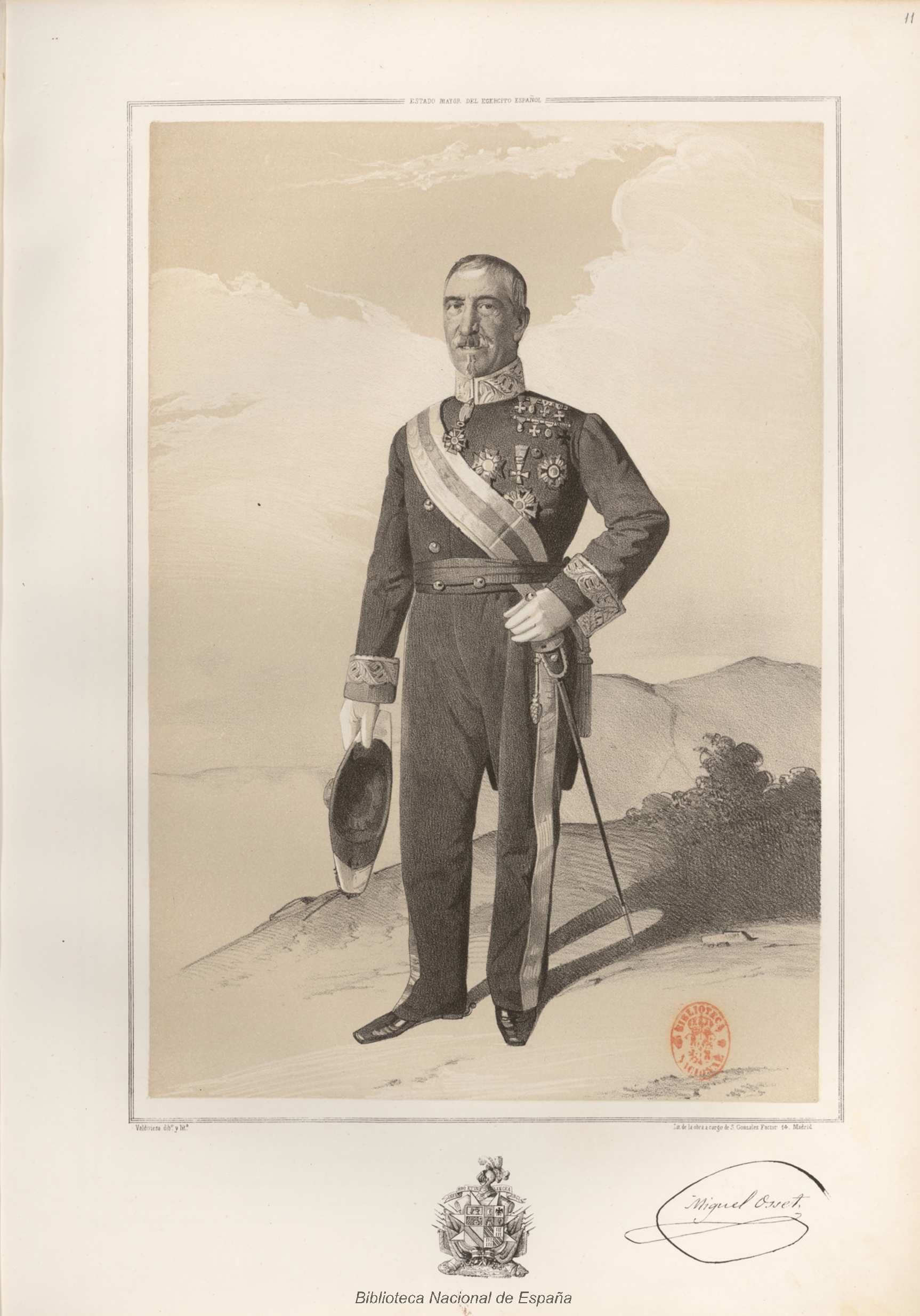
Miguel Osset y Mateo. Dibujo y litografía de Domingo Valdivieso y Henarejos para Estado Mayor General del Ejército Español, obra escrita y publicada bajo la dirección Pedro Chamorro y Baquerizo, Madrid, 1851-1854. Biblioteca Nacional de España.

Miguel Osset y Mateo (Cantavieja, 24 de noviembre de 1793-Madrid, 12 de enero de 1868) fue un militar español, capitán general de Valencia durante el reinado de Isabel II de España.

## Biografía
Pertenecía a una familia de la baja nobleza. En 1796, siendo un niño, ingresó a la Orden de San Juan de Jerusalén y en 1810 ingresó como cadete en la Guardia Real del Ejército español. En 1821 ascendió a capitán y en 1823 fue destinado en Granada y Málaga. Degradado después de la restauración absolutista, fue destinado en 1827 en Gerona. De 1831 a 1833 formó parte de los guarniciones de San Andrés de Palomar, Barcelona, Vic y Tarragona. En 1833 fue enviado al País Vasco para luchar en la primera guerra carlista. En 1834 ascendió a teniente coronel y fue herido en combate a Elorrio y en Guernica. Después de participar en el levantamiento del sitio de Bilbao y en la batalla de Luchana (1836) fue galardonado con la Cruz de San Fernando. Una vez recuperado participó en la batalla de Chiva (1837) y en 1838 ascendió a coronel. En 1839 recibió la cruz con encomienda de la Orden de Isabel la Católica y en 1840 fue ascendido a brigadier.
En 1841 fue ascendido a mariscal de campo y enviado a Barcelona para sofocar la revuelta de 1841. En 1843 fue destinado a cuartel hasta que en 1856 fue nombrado Capitán general de Valencia y después del País Vasco, hasta octubre de 1856. En 1864 formó parte de la Junta Preparatoria para la creación de la Cruz Roja y vicepresidente de su asamblea hasta su muerte en 1868.